# Monitor (Meritum I)
Monitor komputera Meritum I model 1, to program zawarty w pamięci stałej (eprom numer 6) komputera Meritum I, będący prostym narzędziem umożliwiającym przeglądanie, modyfikację, testowanie pamięci operacyjnej oraz ułatwiający uruchamianie programów napisanych w języku maszynowym tego komputera. 
W modelach produkowanych po sierpniu 1985 roku zastąpiony procedurami obsługi stacji dysków.
Program w terminologii Mera–Elzab nazywał się DEBIT. Opis programu znajdował się Biuletynie użytkowników komputerów osobistych Meritum nr 3 (1985) i w czasopiśmie Radioelektronik numer 05/86. 

Uruchomienie programu następowało następującą sekwencją komend:
```
>SYSTEM (ENTER)
*?/12288 (ENTER)
*

```

przy czym:
- „>”– oznacza znak zachęty w komputerze Meritum wyświetlany na ekranie po jego uruchomieniu
- „*”– oznacza znak zachęty Monitora komputera Meritum
- (ENTER) – oznacza naciśnięcie klawisza ENTER na klawiaturze komputera.

Monitor obsługuje siedem poleceń wprowadzanych z klawiatury w postaci skrótu literowego i odpowiednich argumentów. Argumenty umieszczane w wywołaniu podprogramów w miejscu odpowiednich parametrów poleceń należało wyrażać w postaci liczb szesnastkowych. Program używał bloku pamięci operacyjnej komputera od 7F90hex do 7FD0hex. Obszar ten nie powinien być wykorzystywany przez wczytywane programy.
| polecenie                                                       | parametry                | opis |
| --------------------------------------------------------------- | ------------------------ | --- |
| D                                                               | adres1, adres2           | wyświetlenie zawartości z zakresu pamięci od adres1 do adres2 |
| E                                                               | pc., (adres)             | skok do procedury o adresie zawartym w rejestrze P lub w parametrze adres |
| M                                                               | adres, (dana)            | przeglądanie pamięci od adresu adres, podanie wartości dana umożliwia zmianę zawartości pamięci o danym adresie, klawisz ENTER powoduje przejście do następnego adresu, klawisz „.” powoduje wyjście z tego trybu pracy Monitora |
| PW                                                              | adres_portu, dana        | zapis danej do portu |
| PR                                                              | adres_portu              | odczyt danej z portu |
| T                                                               | adres1, adres2; krotność | testowanie pamięci od adresu adres1 do adresu adres2; argument odpowiadający parametrowi krotność określa ile razy ma zostać powtórzony test                                                                                     |
| X                                                               | (rejestr)                | wyświetlenie stanu rejestrów lub modyfikacja, gdy pojawi się argument dla parametru rejestr |
| UWAGA: parametry ujęte w nawiasy definiują argumenty opcjonalne |                          | |